# ETOM
eTOM (Enhanced Telecom Operations Map) — многоуровневая модель бизнес-процессов управления производством. Расширенная карта процессов деятельности телекоммуникационной компании — еТОМ — является базой для анализа и проектирования бизнес-процессов в отрасли связи и ориентиром при проектировании и разработке решений OSS/BSS. Это эталонная модель, или архитектура бизнес-процессов, предназначенная для поставщиков услуг связи, а также их партнеров, работающих
в телекоммуникационной отрасли. Является составной частью подхода к разработке систем поддержки операционной деятельности для телекоммуникационных корпораций NGOSS.
Особенности архитектуры еТОМ:
1. еТОМ — это эталонная архитектура, учитывающая бизнес-процессы, возможные в деятельности телекоммуникационной компании;
2. при разработке еТОМ акцент был сделан на связях между процессами, определении интерфейсов между ними и совместном использовании разными бизнес-процессами информации о клиентах, услугах, ресурсах и т.д.;
3. в еТОМ учтены взаимодействия с внешней средой: клиентами, партнерами, поставщиками, регулирующими органами и др.;
4. еТОМ отличает универсальность и открытость, она применима к любым сетевым технологиям, услугам и типам организации бизнеса компании;
5. возможность интеграции с другими широко применяющимися моделями: ITIL (IT Infrastructure Library), RosettaNet и др.;
6. еТОМ постоянно совершенствуется уже более 10 лет, в её основе лежит опыт ведущих предприятий отрасли.

## История
Основную работу по стандартизации OSS/BSS взял на себя консорциум
TMF. В 1995 г. TMF предложил первую версию
карты ТОМ (Telecom Operations Map) бизнес-процессов телекоммуникационной
компании, а через два года — объявил о начале работ по развитию
концепции TMN на её основе, дав толчок использованию процессного подхода
в разработке глобальных систем управления. В 2000 г. все инициативы
TM Forum в этой области объединились в рамках проекта New Generation Operation Systems and Software (Следующее поколение систем и программного
обеспечения для управления операционной деятельностью телекоммуникационной
компании), или сокращенно — NGOSS.
Сегодня основу концепции NGOSS образуют:
- расширенная карта бизнес-процессов еТОМ, описывающая структуру бизнес-процессов телекоммуникационных компаний;
- информационная модель SID, определяющая подход к описанию и использованию данных, задействованных в бизнес-процессах компании связи;
- карта приложений ТАМ, описывающая типовую структуру компонентов информационной среды компании связи;
- архитектура интеграции TNA & CID (Technology Neutral Architecture and Contract Interface Definitions), определяющая принципы взаимодействия и интеграции приложений, данных и бизнес-процессов в распределенной среде NGOSS;
- система контроля соответствия принципам NGOSS (NGOSS Compliance), позволяющая проверить компоненты NGOSS-решения на соответствие принципам концепции.

## Описание
eTOM представляет собой структурную модель бизнес-процессов телекоммуникационной корпорации — поставщика услуг связи. Целью eTOM является создание общего представления о бизнес-процессах, типичных для всей отрасли, и их последующая стандартизация. Карта бизнес-процессов еТОМ предлагает структурированный набор бизнес-процессов, определяющих успешную деятельность поставщика услуг связи. При этом еТОМ является референтной моделью для категоризации всех бизнес-процессов компании, предоставляя возможность выстраивать карту бизнес-процессов и использовать её в дальнейшем на требуемом уровне детализации. Тем самым, еТОМ служит рекомендацией для управления процессами, стартовой точкой при проведении работ по реинжинирингу бизнес-процессов, заключении соглашений с поставщиками и партнерами. Основу структурной модели составляет иерархическая декомпозиция процессов, состоящая из 4 уровней.

### Нулевой уровень
На самом верхнем уровне — нулевом (концептуальном) — выделяются три основные области бизнес-процессов:
«Стратегия, инфраструктура и продукт», «Операционные процессы» и «Управление предприятием». Процессы «Стратегии, инфраструктуры и продукта» отвечают за весь спектр вопросов, связанных со стратегией, управлением жизненным циклом инфраструктуры и продукта. «Операционные процессы» представляют собой главные бизнес-процессы компаний — поставщиков услуг связи, основой которых являются предоставление, обеспечение и биллинг услуг. «Управление предприятием» охватывает общие вопросы поддержки деятельности компании, такие, как управление кадрами, управление финансами и активами, управление знаниями, управление внешними связями и др.

### Первый уровень
Следующий после концептуального уровня шаг в детализации архитектуры еТОМ — декомпозиция представленных блоков (процессов уровня 0) до группировок процессов уровня 1. Эта декомпозиция дает общее представление о еТОМ и предлагает первый уровень её детализации, на
котором может рассматриваться деятельность компании в целом. Такое представление совокупности бизнес-процессов компании оказывается полезно руководству предприятия: исполнительному директору, директору по информационным технологиям, руководителю технического отдела и т.д., поскольку эффективность отраженных здесь процессов предопределяет успех компании в целом. При этом для более конкретного описания и анализа бизнеса на практике чаще используются бизнес-процессы уровня 2, полученные декомпозицией уровня 1.

## Применение
Использование еТОМ дает:
- экономию времени и затрат на разработку структуры бизнес-процессов предприятия;
- решение типичных задач анализа и оптимизации бизнес-процессов;
- выявление и устранение дублирующих процессов, имеющих одинаковую функциональность

ускорение разработки новых процессов;
- основу для управления набором ИТ-приложений, исходя из потребностей бизнеса;
- возможность создания четких и качественных моделей потоков бизнес-процессов;
- дальнейшее применение знаний в области бизнес-процессов.

Применение технологии еТОМ на многих телекоммуникационных предприятиях дает возможность интегрировать между собой многие бизнес-процессы нескольких предприятий, являющихся поставщиками-партнерами друг друга или объединенных другими связями.
еТОМ используют Oracle, Amdocs, Agilent Technologies. Примером реализации еТОМ может служить разработка глобальной ИТ-архитектуры Vodafone, в основу которой была положена структура еТОМ, адаптированная и отражающая специфику компании.
По мере развития сферы телекоммуникаций в России проблема комплексного анализа и оптимизации бизнес-процессов, операторов связи становится все более актуальной. Соответственно возрастает ценность и значимость как всей программы по развитию структуры NGOSS, так и её бизнес-составляющей eTOM.